# Riksväg 87
Der Riksväg 87 ist eine schwedische Fernverkehrsstraße in Jämtlands län und Västernorrlands län.

## Verlauf
Die Straße zweigt in Östersund an dem mit dem Europaväg 45 gemeinsam geführten Europaväg 14 ab und verläuft in östlicher Richtung über Hammarstrand in der Gemeinde Ragunda, wo sie auf den Länsväg 323 trifft, nach Bispgården. Dort zweigt der Riksväg 86 nach Sundsvall ab, der dem Fluss Indalsälven folgt. Der Riksväg 87 setzt sich weiter nach Osten fort und führt, dabei den Länsväg 331 kreuzend, über Österforse nach Sollefteå, wo er am Riksväg 90 endet.
Die Länge der Straße beträgt 158 km.